# جاناتان ساث‌کات
جاناتان ساث‌کات (انگلیسی: Jonathan Sothcott؛ زادهٔ ۲۶ آوریل ۱۹۸۰) تهیه‌کننده فیلم اهل بریتانیا است. ساث‌کات مدیرعامل شرکت شوگان فیلمز است، یک شرکت تولیدی که تمرکز آن عمدتاً بر فیلم‌های جنایی و دلهره‌آور با بودجه نسبتاً پایین است.
از فیلم‌ها یا مجموعه‌های تلویزیونی که وی در آن‌ها نقش داشته‌است، می‌توان به الفی هاپکینز اشاره نمود.